# GenX (Prozess)
GenX ist der Markenname einer von DuPont (vom Ableger Chemours übernommen) patentierten Technologie zur Emulsionspolymerisation von Fluorpolymeren wie Polytetrafluorethylen (Teflon). Das Unternehmen hatte 2009 mit der kommerziellen Entwicklung von GenX als Ersatz des Prozesses mit Perfluoroctansäure (PFOA, auch bekannt als C8) begonnen, da PFOA und verwandte Verbindungen als giftig und krebserregend befunden wurden. In Labortests an Ratten wurde jedoch gezeigt, dass im GenX-Prozess eingesetzten Stoffe viele der gleichen Gesundheitsprobleme verursachen wie PFOA.
In den Medien und in Publikationen werden teilweise vereinfachend die im Prozess verwendeten Stoffe, die Hexafluorpropylenoxiddimersäure (HFPO-DA) und ihr Ammoniumsalz, als GenX bezeichnet.

## Gewinnung und Darstellung
Durch Dimerisierung von Hexafluorpropenoxid entsteht ein Carbonsäurefluorid, das zu HFPO-DA (FRD-903) hydrolysiert wird.
HFPO-DA wird durch die Mischung mit einer Ammoniumhydroxid-Lösung in Ammonium-2,3,3,3-tetrafluor-2-(heptafluorpropoxy)propanoat (FRD-902) (sein Ammoniumsalz) umgewandelt.
{\displaystyle {\ce {2 C3F6O -> CF3CF2CF2O-CF(CF3)-C(O)F -> C6H4F11NO3}}}
Dabei entsteht durch Decarboxylierung auch Heptafluorpropyl-1,2,2,2-tetrafluorethylether (E1).
Wenn GenX mit Wasser in Kontakt kommt, setzt es die Ammoniumgruppe frei und wird zu HFPO-DA. Da HFPO-DA eine starke Säure ist, liegt es im Wasser als konjugierte Base vor, die nachgewiesen werden kann.
Bei der Herstellung von Polytetrafluorethylen kann auch der hochgiftige Stoff Perfluorisobuten gebildet werden. Die Stoffe FRD-903 und E1 werden während des Produktionsprozesses in gasförmiger Form freigesetzt und durch den Schornstein ausgestoßen. FRD-902 und FRD-903 werden auch über die Abwässer der Anlage abgeleitet. Die freigesetzten Stoffe können außerhalb des Werksgeländes eine lokale Boden- und Wasserkontamination verursachen. Da diese Stoffe in der Umwelt sehr persistent sind, kann dies zu Risiken für die Umwelt, z. B. für das Trinkwasser, führen.

## Hersteller
Die Chemikalien werden von Chemours, einem Ableger von DuPont, in Fayetteville, North Carolina sowie in Dordrecht, hergestellt.

## Chemieunfall am Cape Fear River
In North Carolina setzte das Chemours-Werk in Fayetteville GenX-Verbindungen in den Cape Fear River frei, der eine Trinkwasserquelle für das Gebiet um Wilmington ist. Der investigative Dokumentarfilm The Devil We Know – Das unsichtbare Gift, der Spielfilm Vergiftete Wahrheit sowie das Sachbuch Exposure: Poisoned Water, Corporate Greed, and One Lawyer's Twenty-Year Battle Against DuPont von Robert Bilott thematisierten anschließend dieses Ereignis, was zu einer Kontroverse über mögliche gesundheitliche Auswirkungen führte.
Die United States Environmental Protection Agency (US EPA) gab 2012 die Entdeckung von HFPO-DA im Fluss Cape Fear bekannt und hatten bis 2014 weitere 11 per- und polyfluorierte Alkylverbindungen (PFAS) im Fluss entdeckt. Diese Ergebnisse wurden 2015 als wissenschaftliche Publikation veröffentlicht. Im Folgejahr veröffentlichten die North Carolina State University gemeinsam mit der US EPA eine Studie, in der nachgewiesen wurde, dass im Trinkwasser das aus dem Cape Fear River im Gebiet Wilmington geschöpft wird, HFPO-DA und andere PFAS vorhanden waren.
Das North Carolina Department of Environmental Quality (NCDEQ) wies im September 2017 Chemours an, die Einleitung aller fluorierten Verbindungen in den Fluss zu stoppen. Nach einem Chemieunfall einen Monat später verklagte das NCDEQ Chemours wegen Verstoßes gegen die Bestimmungen seiner Abwassereinleitungsgenehmigung (National Pollutant Discharge Elimination System). Im November 2017 reichte die Regierung des Brunswick County eine Bundesklage ein, mit der Begründung, dass DuPont es versäumt habe, Forschungsergebnisse zu potenziellen Risiken durch die Chemikalie offenzulegen.
Im Frühjahr 2018 verklagte Cape Fear River Watch Chemours wegen zahlreicher Verstöße gegen den Clean Water Act. In der Zwischenzeit wurden Spuren von GenX in Kontrollbohrungen rund um eine Anlage von Miteni, SpA, die Fluoretherabfälle von Chemours in Trissino, Italien, wiederaufbereitet hatte, gefunden. Die daraus resultierenden Vollzugsmaßnahmen führten zum Bankrott von Miteni. Im Herbst 2018 reichte das NCDEQ einen Entwurf einer Zustimmungsverfügung ein, um seine GenX-Untersuchung abzuschließen. Die Anordnung würde Chemours dazu verpflichten, die Emissionen von Luftverschmutzung und Wasserverschmutzung durch GenX und andere Chemikalien zu reduzieren und eine zivilrechtliche Strafe in Höhe von 13 Millionen US-Dollar zu bezahlen.
Im Februar 2019 wies ein Richter des Superior Court von North Carolina Chemours an, GenX-Luftemissionen zu überwachen, PFAS in Flusssedimenten zu analysieren und Trinkwasserfiltersysteme bereitzustellen.
Im Jahr 2020 verabschiedete Michigan Trinkwasserstandards für 5 zuvor nicht regulierte PFAS-Verbindungen, darunter HFPO-DA, mit einem Maximum Contaminant Level (MCL; dt.: Maximaler Verschmutzungsgrad) von 370 ng/l.

### Roanoke River
Im Jahr 2022 wurde im Roanoke River (Virginia) GenX in Mengen von 1,3 Millionen ng/l (1,3 mg/l) nachgewiesen. Die Kontaminierung konnte zu einer Anlage von ProChem in Elliston, Virginia zurückverfolgt werden. ProChem bietet einen chemischen Waschprozess für Geräten einer Chemours-Anlage in West Virginia an.

## Gesundheitshinweise zum Trinkwasser
Im Juni 2022 veröffentlichte die US EPA über den Safe Drinking Water Act Trinkwasserrichtwerte für die lebenslange Exposition. Für HFPO-DA wurde ein Wert von 10 ng/l festgelegt.
Die US EPA listet empfohlene Schritte, die Verbraucher unternehmen können, um eine mögliche Exposition gegenüber HFPO-DA und andere PFAS zu reduzieren.

## Trivia
Die Chemikalie ist Thema eines Dokumentarfilms – GenX: a Chemical Cocktail.